# La buenaventura (La Tour)
La buenaventura (en francés: La Diseuse de bonne aventure) es un cuadro realizado por el pintor Georges de La Tour. Mide 101,9 cm de alto y 123,5 cm de ancho, y está pintado al óleo sobre lienzo. Realizado en los años 1630, se encuentra en el Museo Metropolitano de Arte, en Nueva York, con el número de inventario 60.30.

## Historia
En la Francia del siglo XVII se dieron dos principales corrientes pictóricas, el naturalismo y el clasicismo. El primero no tuvo excesivo predicamento, debido al gusto clasicista del arte francés desde el Renacimiento, y se dio principalmente en provincias y en círculos burgueses y eclesiásticos, mientras que el segundo fue adoptado como «arte oficial» por la monarquía y la aristocracia, que le dieron unas señas de identidad propias con la acuñación del término clasicismo francés. El principal pintor naturalista fue Georges de La Tour, en cuya obra se distinguen dos fases, una centrada en la representación de tipos populares y escenas jocosas, y otra donde predomina la temática religiosa, con un radical tenebrismo donde las figuras se vislumbran con tenues luces de velas o lámparas de bujía: Magdalena penitente (1638-1643), San Sebastián cuidado por Santa Irene (1640).
Aunque en vida gozó de cierto éxito, tras su muerte la obra de La Tour cayó prácticamente en el olvido, hasta que fue recuperado en el siglo XX. Este cuadro, datado generalmente en los años 1630, es una obra de juventud, perteneciente a una etapa en la que el artista mostró una clara influencia del caravaggismo italiano. Además de la fecha exacta en la que fue pintado, se ignora su comitente. Su historia es prácticamente desconocida hasta 1960, fecha en que fue adquirido de forma secreta por el Museo Metropolitano de Arte, lo que causó un gran escándalo en Francia, cuyo ministro de cultura, André Malraux, lamentó la pérdida de una obra relevante del patrimonio artístico francés. Posteriormente se supo que el cuadro había sido reconocido en 1942 en una monografía del artista por un prisionero de guerra francés como perteneciente a la colección de su tío; al terminar la guerra lo hizo examinar por un experto, quien adjudicó la obra a La Tour y lo comunicó al Museo del Louvre, pero el marchante Georges Wildenstein superó la oferta del museo y adquirió el cuadro, manteniéndolo en su poder durante diez años, hasta que fe adquirido por el MET.
En 1984, el crítico Christopher Wright puso en duda la autenticidad del cuadro, afirmando que era una falsificación realizada en los años 1940 por el restaurador francés Delobre, que trabajaba para Wildenstein. Señaló además como prueba una palabra que parecía leerse en el pañuelo de la segunda muchacha de la izquierda: merde («mierda» en francés). Según el MET, esta palabra era un añadido posterior, que eliminó en una restauración efectuada en 1982. Pese a todo, la mayoría de expertos cree auténtica la obra expuesta en Nueva York.

## Descripción

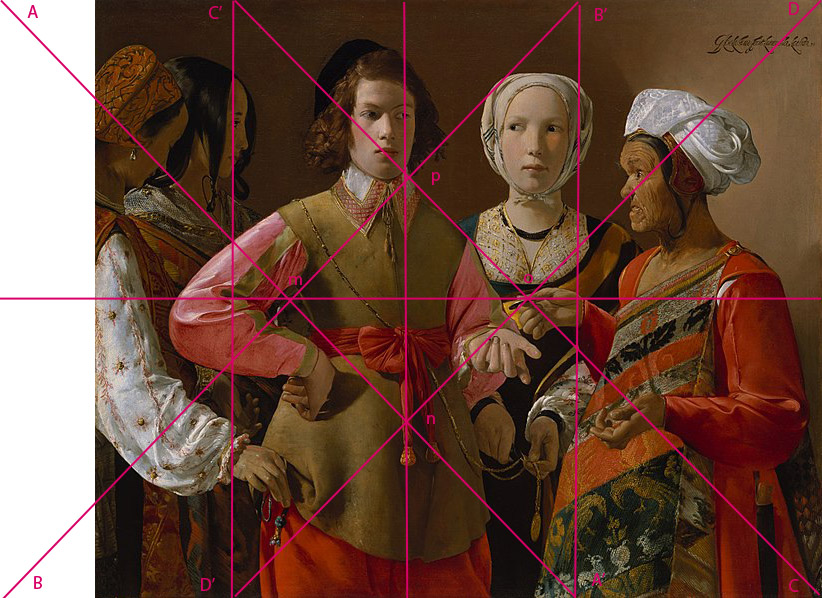
Proyección según la sección áurea

El cuadro representa una escena picaresca típica de la época: cuatro ladronas se sitúan alrededor de un joven rico e incauto y, mientras una lo entretiene leyéndole la fortuna en la mano, otra le roba la bolsa de monedas del bolsillo de su pantalón, mientras que otra situada a su espalda le corta una cadena de oro que le cuelga del hombro. La imagen, de cierto carácter teatral, se centra en las cuatro figuras, con un fondo de luz diurna que contrasta con la mayoría de obras de La Tour de esa época, representadas en ambientes nocturnos.
La figura central, el joven de clase alta, lleva un jubón militar de cuero, por lo que seguramente debía ser estudiante interno de un colegio destinado a las clases altas. Cerca de estos colegios solía haber tabernas y burdeles que frecuentaban los estudiantes. La vieja de la derecha, a la que generalmente se atribuye leer la mano del joven, muestra una moneda en su mano, en principio para hacer la señal de la cruz como paso previo a la lectura de la fortuna; pero también podría señalar, en una interpretación distinta, que podría ser la alcahueta de las muchachas que rodean al joven, en una transacción lenocinia. Las dos muchachas de la izquierda parecen gitanas, por su piel oscura, su pelo moreno y sus vestidos de aspecto oriental. En cambio, la que aparece a la espalda del joven y de frente al espectador tiene la piel muy blanca y lleva un vestido más normal para la época, mientras que se cubre la cabeza con un pañuelo.

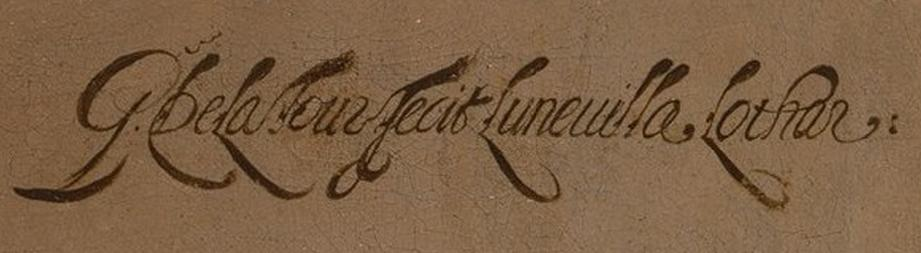
Firma del autor

La ambientación diurna relaciona esta obra con otras dos de la época realizadas por el autor, El tramposo con el as de tréboles (propiedad privada, Ginebra) y El tramposo con el as de diamantes (Museo del Louvre, París), en las que un joven pierde su dinero jugando a las cartas. Podría ser que los tres formasen parte de una misma serie, quizá dedicada a la parábola del hijo pródigo que, según el Evangelio de Lucas (capítulo 15, versículos del 11 al 32), «partió a un país lejano y perdió su fortuna en una vida disipada». Este tema era muy apreciado por los pintores de la época, ya que permitía desarrollar escenas ambientadas en tabernas y burdeles al tiempo que implicaban una lección moral que era tolerada por la Iglesia.
Existen indicios de que este cuadro podría estar mutilado en su lado izquierdo. En varias de sus obras, como en El tramposo con el as de diamantes, La Tour utilizó el llamado «rectángulo armónico», basado en la sección áurea, una proporción resultante de la raíz de 5 + 1 dividida por 2 (1,618), muy utilizada en arte por su armonía. Este rectángulo armónico se divide en tres rectángulos verticales, uno central más ancho y dos más estrechos a izquierda y derecha. En el cuadro de La Tour, si se toma el lado corto derecho (DC) y se proyecta hacia la izquierda da un cuadrado (DCD'C') a partir del cual se obtiene la composición original. Por ello, es deducible que una parte de la gitana de la izquierda fuese recortada, se ignora cuándo ni en qué circunstancias.
El cuadro está firmado G. De La Tour Fecit Lunevillæ Lothar («G[eorges] de La Tour [lo] hizo, en Lunéville, Lorena»).